# Шу, Фрэнк
Фрэнк Шу (кит. трад. 徐遐生, пиньинь Xú Xiáshēng, палл. Сюй Сяшэн, 2 июня 1943, Куньмин — 23 апреля 2023, США) — американский астрофизик китайского происхождения.

## Биография
Родился в Китае, сын китайско-тайваньского математика Сюй Сяньсю. Образование получил в США, в 1963 году — степень бакалавра по физике в Массачусетском технологическом институте, в 1968 году — Ph.D по астрономии в Гарвардском университете.
Возглавлял департамент астрономии Калифорнийского университета в Беркли с 1984 по 1988 год, впоследствии работал в университете Стоуни-Брук. С 2002 по 2006 год был президентом Национального университета Цинхуа, (Тайвань). C 2006 года работал в Калифорнийском университете в Сан-Диего. Является почётным профессором Калифорнийского университета в Беркли.
С 1994 по 1996 год был президентом Американского астрономического общества.
Член Национальной академии наук США (1987), член Американской академии наук и искусств (1992), член Американского философского общества (2003), академик Academia Sinica (Тайвань).
Основные труды посвящены происхождению метеоритов, рождению и ранней эволюции звёзд и структуре спиральных галактик. Одна из наиболее цитируемых его работ описывает процесс распада ядер гигантских облаков газа, из которых формируются звёзды. Выполнил расчеты структуры газовых дисков вокруг очень молодых звёзд, из которых формируются планеты, газовых течений и условий возникновения хондр, включений в метеоритах. Значительная часть этой работы была проделана в сотрудничестве с молодыми учёными и аспирантами Шу, многие из которых впоследствии сделали успешную научную карьеру.
Умер 23 апреля 2023 года в Соединённых Штатах.

## Публикации
- Physical Universe: An Introduction to Astronomy (University Science Books, 1982)
- The Physics of Astrophysics Vol. I: Radiation (University Science Books, 1991)
- The Physics of Astrophysics Vol. II: Gas Dynamics (University Science Books, 1992)

## Награды и премии
- Премия Хелены Уорнер по астрономии — 1977;
- Премия Дирка Брауэра — 1996;
- Премия Дэнни Хайнемана в области астрофизики — 2000;
- Премия Шао — 2009;
- Медаль Кэтрин Брюс — 2009.

В его честь назван астероид № 18328.